# Takhtistadion (Teheran)
Het Takhtistadion is een multifunctioneel stadion in Teheran, de hoofdstad van Iran. 
In het stadion is plaats voor 30.122 toeschouwers. Het stadion werd geopend in 1973 om te worden gebruikt voor de Aziatische Spelen 1974. Tussen 1973 en 1980 heette het stadion Farahstadion, vernoemd naar Farah Diba. Het stadion werd in 2006–07 gerenoveerd. De voetbalclub Saipa FC maakt gebruik van dit stadion en in 2008 werd het stadion gebruikt voor het West-Aziatisch kampioenschap voetbal 2008. 